# Paradise (film 2016)
Paradise (Raj) è un film del 2016 diretto da Andrej Končalovskij, presentato in concorso alla 73ª Mostra internazionale d'arte cinematografica di Venezia, dove ha vinto il Leone d'Argento alla miglior regia.
Nel mese di settembre è stato scelto per rappresentare la Russia ai Premi Oscar 2017 nella categoria miglior film in lingua straniera, a dicembre è entrato nella short - list, venendo però escluso dalla cinquina finale il 24 gennaio.

## Trama
Il film narra di tre storie incrociate durante la seconda guerra mondiale: una donna aristocratica russa rinchiusa in un campo di concentramento per aver nascosto a Parigi due bambini ebrei; un poliziotto francese collaborazionista; infine, un ufficiale tedesco delle SS.

## Riconoscimenti
- 2016 - Mostra internazionale d'arte cinematografica di Venezia
  - Leone d'Argento - Premio speciale per la regia ad Andrej Koncalovskij
  - Candidatura al Leone d'Oro ad Andrej Koncalovskij